# Велика українська енциклопедія
«Вели́ка украї́нська енциклопе́дія» (ВУЕ) — сучасна універсальна енциклопедія українською мовою.

## Загальна інформація
Станом на 2022 рік опубліковано три томи енциклопедії, хоча від початку передбачалося, що у 2020 році буде готовий весь їх комплект. 2015 року завершення проєкту перенесли на 2026 рік (очікуваний обсяг видання: 70—100 тис. статей у 30 паперових томах). Презентовано сигнальні примірники другого і третього томів. Крім паперової, від 2018 року існує онлайн-версія енциклопедії.
Над виданням працює Державна наукова установа «Енциклопедичне видавництво» (підпорядковується Державному комітету телебачення і радіомовлення України), яка є правонаступником Державного підприємства «Всеукраїнське державне спеціалізоване видавництво „Українська енциклопедія“ імені М. П. Бажана». Відповідно до Указів Президента України № 1/2013 від 2 січня 2013 року і № 7/2015 від 12 січня 2015 року загальне керівництво підготовкою ВУЕ здійснює Національна академії наук України.
Мета ВУЕ — подати для найширшого читацького загалу систематизований набір сучасних достовірних наукових відомостей з усіх галузей людських знань у зручному для користування форматі. Видання покликане систематизувати і сприяти поширенню наукових знань про розвиток людської цивілізації та внесок України у світову історію й культуру.
Поряд із тим, на одній із конференцій керівник проєкту Алла Киридон зазначила, що ВУЕ — україноцентричне видання, яке в глобальному вимірі є національною енциклопедією. Залучаючи авторів, колектив Державної наукової установи «Енциклопедичне видавництво» під час роботи на виданням прагне зберегти баланс між універсальністю й україноцентричністю енциклопедії, щоб уникнути дублювання концепції «Енциклопедії сучасної України», яку 2018 року було згадано як одну з найповніших онлайн-енциклопедій України (поряд із галузевою «Енциклопедією історії України», а також українською Вікіпедією (на відміну від ВУЕ, ЕСУ є передусім українознавчою енциклопедією).

## Історія
2 січня 2013 року президент України Віктор Янукович підписав указ № 1/2013 «Про Велику українську енциклопедію», який постановив: «Підтримати пропозицію Національної академії наук України щодо підготовки та видання протягом 2013—2020 рр. Великої української енциклопедії».
Протягом 2013—2014 років, до виходу на пенсію, цю структуру очолював український історик і політолог — доктор історичних наук, професор Юрій Шаповал. У 2014—2015 роках обов'язки директора виконував доктор історичних наук, професор Володимир Кривошея.
12 січня 2015 року президент України Петро Порошенко підписав указ № 7/2015 «Питання підготовки та видання Великої української енциклопедії», який вносив зміни в колишній указ. Тепер належало «Підтримати пропозицію Національної академії наук України щодо підготовки та видання протягом 2013—2026 рр. багатотомної Великої української енциклопедії в електронному та паперовому вигляді».
У лютому 2015 року директором «Енциклопедичного видавництва» було призначено доктора історичних наук, професора Аллу Киридон.
28 березня 2017 року у Великому конференц-залі НАН України відбулася презентація першого тому «Великої української енциклопедії» («А — Акц»).
16 листопада 2020 року відбулася презентація сигнальних примірників 2-го і 3-го томів, якими завершено статті на літеру «А».

### Електронна версія
Станом на початок жовтня 2019 року в рейтингу всіх сайтів, популярних серед українських користувачів мережі Інтернет, який оприлюднює міжнародна служба Alexa Internet, електронна версія «Великої української енциклопедії» посідала 9718-те місце. У порівнянні з іншими україномовними онлайн-енциклопедіями вона суттєво поступалася Вікіпедії (7-ме місце) і електронній версії «Енциклопедії сучасної України» (3105-те місце). Науковий співробітник Інституту енциклопедичних досліджень НАН України, кандидат філологічних наук Олександр Іщенко пояснює це тим, що сайт ВУЕ значно молодший за сайт ЕСУ, що впливає на позиціювання вебсторінок у пошукових системах на кшталт Google. Натомість, головною причиною відставання від Вікіпедії став величезний обсяг останньої. Станом на липень 2019 року «Вікіпедія» мала 301 мовний розділ, які сукупно вміщували понад 50 мільйонів статей (на сайті української Вікіпедії — понад 900 тисяч статей).

## Критика
- 2013 року було висловлено думки про недоцільність готувати сучасну універсальну енциклопедію у вигляді книжкового видання через рік після оголошення енциклопедією «Британіка» про припинення друку паперової версії[12]. Подібні заяви робилися перед початком фактичної роботи над енциклопедією.

- Окреме коло критичних закидів пов'язане з тим, що створення ВУЕ ініціював Віктор Янукович, перебуваючи на посаді Президента України. Це спонукало серед цільової аудиторії проєкту, зокрема, й побоювання щодо намагань влади транслювати через енциклопедію політизовані оцінки. Так, письменник Василь Карп'юк, назвавши цей проєкт «примітивною гігантоманією», припустив, що редакція на догоду влади вдаватиметься до перекручення і спотворення історичних фактів[13].

- Після виходу першого тому друкованої версії (2016), запуску порталу ВУЕ (2018), їхньої презентації широкій аудиторії, оприлюднення підготовчих матеріалів для ВУЕ (тематичних реєстрів гасел, методичних матеріалів, досліджень із історії й теорії енциклопедійної справи), підготовлених за участю співробітників ДНУ «Енциклопедичне видавництво»[14], критичні зауваження не вщухли. Наприклад, мисткиня й науковиця Олена Голуб навела низку конкретних аргументів про «низький фаховий рівень» ВУЕ[15].

## Опубліковані томи
| Том | Опис |
| --- | --- |
| —   | Велика українська енциклопедія. Сло́вник / кер. авт. колективу д-р іст. наук, проф. Киридон А. М.. — К. : Державна наукова установа «Енциклопедичне видавництво», 2015. — 1408 с. — ISBN 978-617-7288-19-9.                 |
| 1   | А — Акц. — К. : Державна наукова установа «Енциклопедичне видавництво», 2018. — 592 с. — (Велика українська енциклопедія : [у 30 т.] / Упорядник д. і. н., проф. Киридон А. М. ; 2018—, т. 1). — ISBN 978-617-7238-39-2.   |
| 2   | Акц — Аор. — К. : Державна наукова установа «Енциклопедичне видавництво», 2020. — 768 с. — (Велика українська енциклопедія : [у 30 т.] / Упорядник д. і. н., проф. Киридон А. М. ; 2018—, т. 2). — ISBN 978-617-7238-39-2. |
| 3   | Апа — Аят. — К. : Державна наукова установа «Енциклопедичне видавництво», 2020. — 712 с. — (Велика українська енциклопедія : [у 30 т.] / Упорядник д. і. н., проф. Киридон А. М. ; 2018—, т. 3). — ISBN 978-617-7238-39-2. |